# جوي أرياس
جوي أرياس (بالإنجليزية: Joey Arias)‏ هو مغني أمريكي، ولد في 1955 في فاييتفيل في الولايات المتحدة.

## وصلات خارجية
- الموقع الرسمي
- جوي أرياس على موقع IMDb (الإنجليزية)
- جوي أرياس على موقع ميوزك برينز (الإنجليزية)
- جوي أرياس على موقع ديسكوغز (الإنجليزية)
- جوي أرياس على موقع قاعدة بيانات الفيلم (الإنجليزية)